# Ablabera rostrata
Ablabera rostrata är en skalbaggsart som beskrevs av Hermann Burmeister 1855. Ablabera rostrata ingår i släktet Ablabera och familjen Melolonthidae. Inga underarter finns listade i Catalogue of Life.